# Aldeire
Aldeire là một đô thị trong tỉnh Granada, Tây Ban Nha. Theo điều tra dân số 2005 (INE), đô thị này có dân số là 735 người.
37°09′B 3°04′T / 37,15°B 3,067°T